# Elia nel deserto
Elia nel deserto è un dipinto a olio su tavola di Daniele Ricciarelli da Volterra datato tra il 1543 e il 1547.

## Storia e descrizione
Secondo l'Elogio di Benedetto Falconcini il dipinto si trovava in casa dei discendenti del Ricciarelli a Volterra nel 1772 e passò in eredità ai conti Pannocchieschi d'Elci insieme alla Madonna col Bambino tra i santi Giovannino e Barbara. Sottoposto al vincolo all'esportazione dal 1979, viene acquistato dallo Stato italiano nel 2018 ed è oggi conservato presso la Galleria degli Uffizi, dove sono esposti, dello stesso autore, anche la Strage degli Innocenti e la citata Madonna col Bambino, san Giovannino e santa Barbara.
Elia nel deserto mostra l'influenza sul Ricciarelli dei corpi dipinti da Michelangelo Buonarroti nella Cappella Sistina ed in particolare negli affreschi della volta e nel Giudizio universale. L'iconografia presenta Elia in riflessione sul pane portatogli dal corvo e sulla brocca di vino, anticipazioni eucaristiche.